# 会所 (近世)
会所（かいしょ）とは、文字通り解釈すれば、何らかの会、催し物、寄合・会合が行われるところであるが、日本の近世期においては、主として町方において商人組合や地域の公的な集会所・事務所・取引所として用いられた独立した建物が「会所」と名づけられることもあった。

また、七分積金の事務を取り扱うため、江戸浅草向柳原に設けられた会所も町会所と呼ばれた。

## 町会における会所
町会内において「町会所」は事務所や集会所として用いられた。町役人が詰めて、町内の住民を集めて奉行所などからの「町触」などの規則を伝達したり、逆に住民が提出する届書を作成する事務を行ったりした。都市によってもその仕組みに違いがあり、大坂ではいわゆる「大坂三郷」を構成する各郷ごとに上部機関として「惣会所」が設置されたが、江戸では町名主の役宅が町会所を兼ねた。
江戸時代の大阪では各町ごとに町会所があり、町人から選出された町年寄がいて、町代が執務を行なった。町会所は町代以下、下役、夜番、木戸番、垣外番が詰め、夜番は夜廻りを一晩に三回、戌刻、亥刻、子刻に太鼓を打ち、木戸は亥刻限りで閉じられて木戸番が番をし、垣外番は四ヶ所の配下に属し、乞食を追い払うのが日々の仕事だった。
寛政の改革以後、江戸では七分積金の制度が導入され、積金を管理する場所を「町会所」と呼んだ。町会所において貧民に対して低利で資金を融資した。これとは別に江戸猿屋町には札差に対する融資を行う会所が特別に設置された（猿屋町貸金会所）。これは棄捐令によって打撃を受けた札差の経済的打撃を緩和するとともに、彼らを宥めて武家に対する貸し渋りを回避することを目的としていた。なお、この町会所の実際の管理・運営は勘定所御用両替商があたっていた。
七分積金の管理をしていた町会所は明治維新により1872年に解散し、東京府へ移管された資産の管理のため東京営繕会議所が設立され、のちに東京会議所と改称され、1876年まで続いた。

## 商業における会所
商人が組織した組合などの事務所を「会所」と呼んだ。なお、下記の会所の中には役割が重複する部分が存在することもあった。

### 株仲間
株仲間における事務所・集会所を会所と呼称し、役員や事務職員などが詰めて共有財産の管理や外部との交渉、所属商人との連絡や管理、重要決定を定める会合の招集、商品の品質検査など、株仲間や所属商人、取扱商品に関する管理などを行った。「寄合所」・「通路所」とも呼ばれている。

### 取引所
金銀貨の両替や米・綿・油などの商品の取引相場を定めて取引を行う、取引所・事務所としての役割を果たした。特に米の取引所としての会所の設置は全国各地で行われ、特に蔵屋敷が集中していた摂津国西成郡堂島（大坂、現在の北区）の堂島米会所や長崎貿易による輸入品を扱った肥前国彼杵郡長崎の長崎会所、山丹交易でもたらされる蝦夷錦などを扱った本斗郡好仁村の白主会所などは良く知られている。また、蔵屋敷直属の会所を「米立会所」・「払米捌所」とも呼称した。このほか、当時蝦夷地と呼ばれた北海道や樺太、北方領土などにも会所（運上屋）が設けられ、地元産品と本州産品の流通の拠点となった。

### 専売制
諸藩が専売品を生産管理・直接販売を行うために設置した役所。藩が運営する事実上の商業組織であり、「産物会所」・「国産会所」と呼ばれ、あるいは産物名より「○○会所」とも呼ばれた。また、開国後には開港所に藩営の貿易機関として「藩会所」を設置して産品を輸出して武器や器械などを入手する藩もあった。江戸幕府はこうした諸藩の専売を物価高騰の原因として好意的には見ていなかったが、最末期には幕府自らが諸色（生活物資）の流通機構を半国営化する「諸色会所」構想を推進した（もっとも、江戸幕府の滅亡によって実現しなかった）。